# Phthitia megocula
Phthitia megocula är en tvåvingeart som beskrevs av Marshall 1992. Phthitia megocula ingår i släktet Phthitia och familjen hoppflugor.
Artens utbredningsområde är Ecuador. Inga underarter finns listade i Catalogue of Life.